# Clase Amethyst
La clase Amethyst fue un grupo de 5 corbetas gemelas, diseñadas por Nathaniel Barnaby, Jefe de Construcción del Almirantazgo Británico, fueron las últimas corbetas construidas con casco de madera. También fue la primera clase de corbetas arreglada con las nuevas máquinas.
Esta clase estaba conformada por las corbetas:
- HMS Amethyst, botada el 19 de abril de 1873 y vendida en 1887. Luchó contra el monitor Huáscar en el Combate de Pacocha.
- HMS Diamond, botada el 26 de agosto de 1874 y vendida en 1889.
- HMS Encounter, botada el 1 de enero de 1873 y vendida en 1888.
- HMS Modeste, botada el 23 de mayo de 1873 y vendida en 1888.
- HMS Sapphire, botada el 24 de septiembre de 1874 y vendida en 1892.

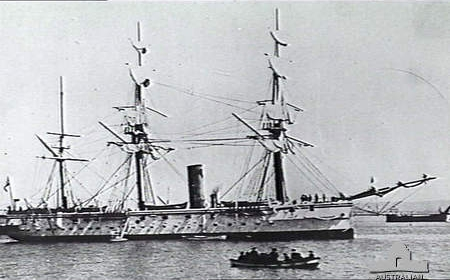
HMS Encounter

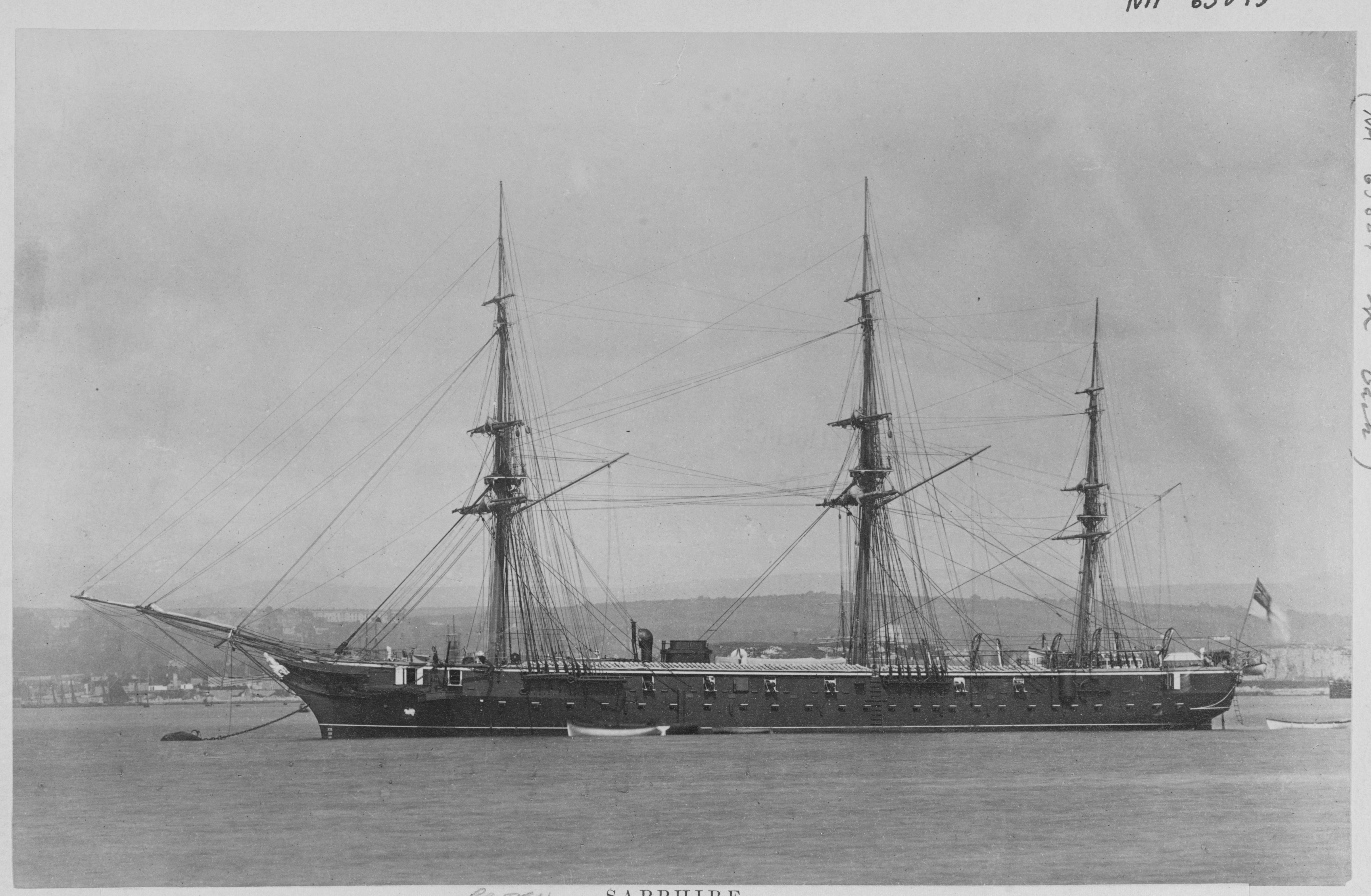
HMS Sapphire

## Véase también

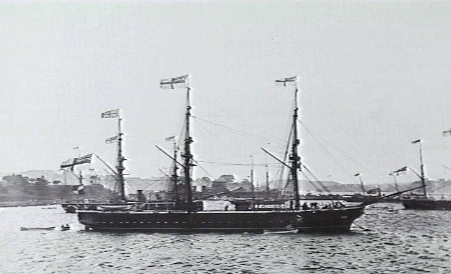
HMS Diamond

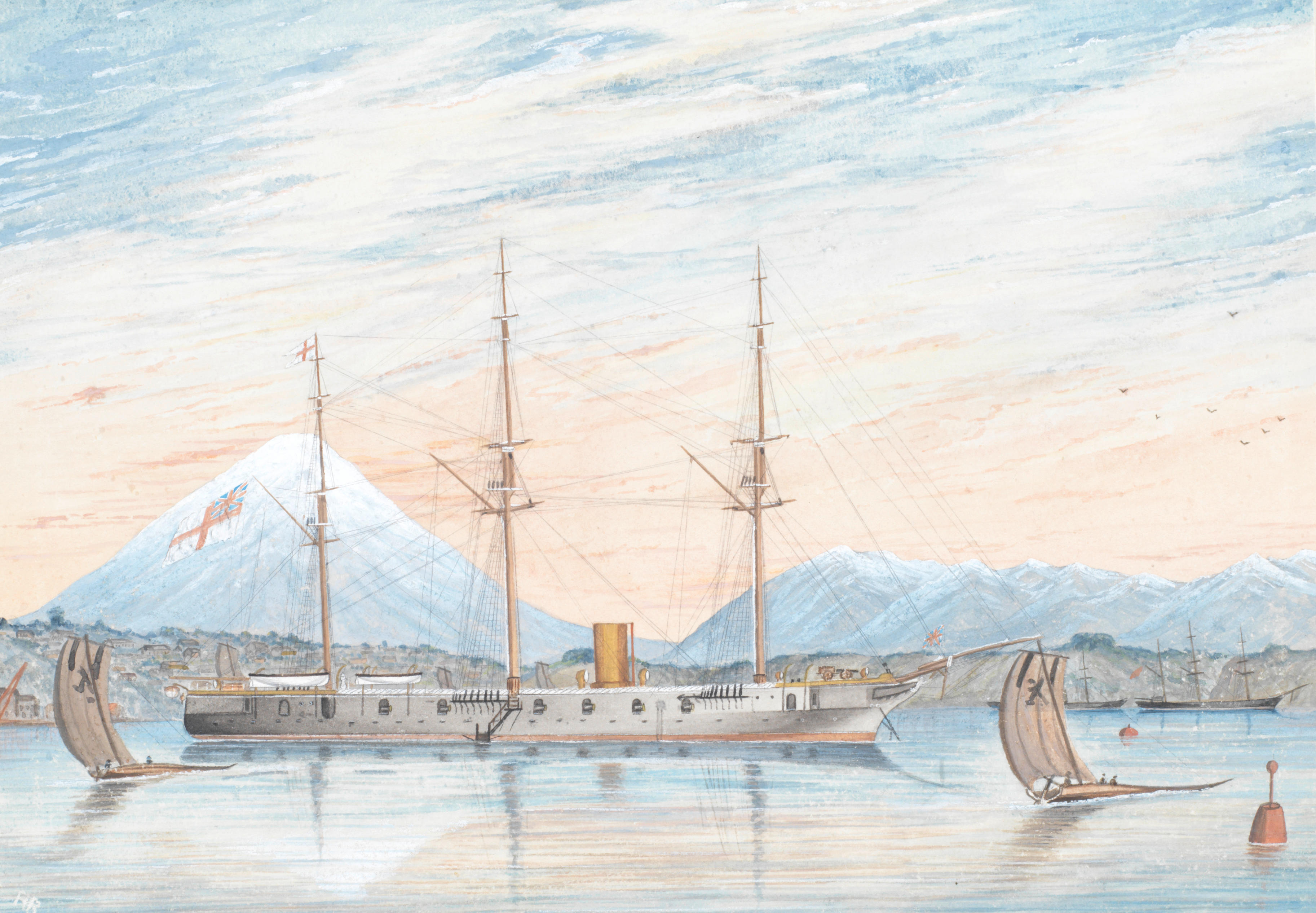
HMS Modeste